# Angelo Caloia
Angelo Caloia (Castano Primo, 2 maggio 1939) è un economista, banchiere e politico italiano.
Professore ordinario di Economia politica presso la Facoltà di Giurisprudenza dell'Università Cattolica del Sacro Cuore di Milano, è stato presidente dello Istituto per le Opere di Religione (IOR) dal 1989 al 2009 e presidente della Veneranda Fabbrica del Duomo di Milano dal 2008 al 2014.

## Biografia
Dopo la laurea in Economia e Commercio presso l'Università Cattolica del Sacro Cuore di Milano (1963), ottiene la specializzazione negli Stati Uniti d'America, presso l'Università della Pennsylvania (1967).
Dopo aver fatto ritorno in Italia, insegna nelle università statali di Torino (1976-1984) e di Milano (1984-1991) sino al momento in cui viene chiamato alla cattedra di Economia politica presso l'Università Cattolica di Milano.
All'attività scientifica affianca un'intensa attività nella dirigenza bancaria: negli anni ottanta e novanta è presidente del Mediocredito Lombardo, membro dell'ABI e vice presidente del nuovo Banco Ambrosiano.
Si impegna, inoltre, nella attività socio politica locale nelle file della Democrazia Cristiana: sarà sindaco di Castano Primo dal 1964 al 1975 e giungerà ad essere segretario regionale lombardo del partito. È per quasi vent'anni presidente del Centro Sociale Ambrosiano.
Nominato presidente dello IOR nel giugno 1989 come successore dell'arcivescovo Paul Casimir Marcinkus, lo risana pur fra molti contrasti. Tuttavia risolve molti problemi: papa Giovanni Paolo II ottiene da Caloia una positiva amministrazione.
Nel giro di un decennio lo IOR è risanato, delle turbolenze degli anni ottanta non si ode neanche più l'eco.
Ha lasciato l'incarico il 23 settembre 2009, sostituito da Ettore Gotti Tedeschi.
All'attività istituzionale ha affiancato quella della docenza e quella di dirigenza: è stato presidente di alcune società del Gruppo Intesa Sanpaolo. Sempre attento alle vicende sociopolitiche ha partecipato attivamente ad alcune istituzioni che se ne occupano: ha presieduto il Gruppo Etica e Finanza.

### Procedimenti giudiziari
Il 6 dicembre 2014 viene pubblicata la notizia che Caloia è indagato dal Promotore di giustizia del Tribunale dello Stato della Città del Vaticano per il reato di peculato. A seguito dell'inchiesta, pur dichiarandosi del tutto estraneo ai fatti contestati, rassegna le dimissioni dalla presidenza della Veneranda fabbrica del Duomo di Milano e dalla presidenza del Consiglio di Amministrazione dell'Almo Collegio Borromeo, cariche che deteneva rispettivamente dal 2008 e dal 2013.
Il 21 gennaio 2021 è stato condannato dal Tribunale vaticano alla pena di 8 anni e 11 mesi di reclusione, oltre ad una multa di 12.500 euro, ritenuto colpevole di riciclaggio e appropriazione indebita aggravata.

### Vita privata
È sposato e ha quattro figli.

## Scritti
- Forme di mercato e modelli di localizzazione, Milano, A. Giuffrè, 1967.
- Forme e dimensioni urbane nel processo di crescita economica , Milano, A. Giuffrè, 1973.
- Lezioni di macroeconomia, Milano, Vita e pensiero, 1974.
- Analisi macroeconomica, Milano, Vita e pensiero, 1977.
- Sistema creditizio e governo locale : sguardo retrospettivo e indicazioni per gli anni ottanta, Milano, Giuffré, 1980.
- Introduzione all'analisi economica, Torino, G. Giappichelli, 1982.
- L'imprenditore sociale, a cura di Luca De Biase, Casale Monferrato, Piemme, 1995. ISBN 88-384-2417-9
- Francesco Vito : l'economia politica di un cristiano economista, Milano, Rusconi, 1998. ISBN 88-18-90004-8
- Letture per il corso di economia politica, Milano, V&P strumenti, 2002. ISBN 88-343-0796-8
- Lezioni di economia politica, Milano, V&P, 2008. ISBN 978-88-343-1714-3